# Bobleplast
Bobleplast er et elastisk, gennemsigtigt, fleksibelt plastikmateriale med små bump fuld af luft ofte brugt ved pakning af skrøbelige genstande. Regelmæssig store bobler sørger for støddæmpning. Begrebet (engelsk Bubble Wrap) er en mærkevare fra Sealed Air Corporations og skulle i starten kun bruges om produkter fra den her producent.
Bobleplast kan i høj grad lindre nervøse spændinger. For eksempel kan mange mennesker ikke stoppe, før alle boblerne er mast flade på bobleplastikken, og får enorm tilfredsstillelse når det endelig sker. De fleste mennesker kan lide at "ødelægge" boblerne én efter én, og at holde en pause i mellem
Der findes også en mærkedag for bobleplastikken der hedder Bubble Wrap Appreciation Day som fejres den sidste mandag i hver januar.
Fordi bobleplast laver en genkendelig smældende lyd, når den bliver komprimeret og punkteret, kan den bruges som en kilde til morskab og til at afhjælpe stress. Nogle hjemmesider leverer et virtuelt bobleplast program, der viser et ark bobleplast, som brugerne kan poppe ved at klikke på boblerne, mens Mugen Puchipuchi er et kompakt elektronisk legetøj der simulerer bobleplast der bliver poppet.

## Design
Boblerne, fungerer støddæmpende for at beskytte skrøbelige eller følsomme genstande og er ofte tilgængelige i forskellige størrelser, afhængigt af størrelsen af det objekt, der pakkes, samt omfanget af stødabsorberende beskyttelse, der er behov for. Flere lag kan være nødvendige for at beskytte mod stødene. Et enkelt lag kan bruges som et overfladebeskyttende lag. Boblerne kan være så små som 6 mm i diameter, og så store som 26 mm eller derover, så de giver yderligere niveauer af stødabsorbering under transport. Det kan også beskytte følsomme elektroniske dele og komponenter og aflede statiskelektricitet.

## Historie
Bobleplast blev først lavet af to ingeniører, Alfred Fielding og Marc Chavannes, i 1957. Som mange andre opfindelser, skyldtes den et uheld. De to ingeniører forsøgte at lave et tapet som let kunne rengøres. 27. november 1959 blev bobleplastikken patenteret.
I 2006 fik det 4.3 milliarder dollars i omsætning og beskæftigede 17.000 mennesker over hele verden.
I 2009, havde virksomheden 16.000 medarbejdere på over 100 produktionssteder i 52 lande og en omsætning på ca 4,2 milliarder dollars.